# Grenzland (2018)
Grenzland ist ein österreichischer Fernsehfilm aus dem Jahr 2018 von Marvin Kren mit Brigitte Kren und Christoph Krutzler in den Hauptrollen. Es handelt sich nach Kreuz des Südens (2015) um den zweiten im Burgenland spielenden Teil der Landkrimi-Filmreihe. 

## Handlung
Im Südburgenland wird an der Grenze zu Ungarn, wo 2015 eine Flüchtlingswelle Österreich erreichte, die gehörlose 18-jährige Renate Horvath vom Jäger und Fremdenwirt Josef Vukic tot aufgefunden. Sie hatte in Güttendorf im örtlichen Asylheim mitgearbeitet. Als Täter verdächtigt wird der aus Syrien stammende Asylwerber Ahmed, von ihm selbst fehlt jede Spur. Von einigen Dorfbewohnern wird das bereits als Schuldeingeständnis gewertet. Ahmed hatte zuvor einen negativen Asylbescheid erhalten. Gemeinsam mit Revierinspektor Hans Boandl übernimmt Chefinspektorin Elfriede Jandrasits, Ermittlerin der Kriminalpolizei Eisenstadt den Fall. Sie vermutet eine Beziehungstat, allerdings fehlt ihr das Motiv.
Ahmed wird schließlich beim Versuch, aus dem Haus des Arabisch-Dolmetschers Mashid zu fliehen, verhaftet. Während Jandrasits nach Eisenstadt zur Pensionierungsfeier ihres Mannes Wolfgang fährt, kommt es in der Nacht zu einem Übergriff auf Ahmed, seine Arrestzelle wird in Brand gesteckt. Ahmed gelingt im darauffolgenden Durcheinander die Flucht. Jandrasits bittet das Bundesheer unter Oberst Walter Jerovic im Rahmen des Assistenzeinsatzes an der Grenze, nach dem Flüchtenden zu suchen. Außerdem erfährt sie, dass das Bundesheer Videoaufzeichnungen mit Drohnen erstellt, so auch von der Mordnacht.
Dolmetscher Mashid und dessen Frau Martina erzählen Jandrasits, dass Ahmed und Renate ein Liebespaar waren und gemeinsam den Ort verlassen wollten, dabei wurden sie gehindert. Ahmed bleibt entgegen den allgemeinen Erwartungen in der Gegend, Jandrasits vermutet, dass er die wahren Täter sucht, um Renate zu rächen. Auf den Videoaufnahmen des Bundesheeres sind das Auto von Norbert Horvath, dem Onkel von Renate, sowie zwei männliche Täter zu sehen. Norbert Horvath stellt mit den Männern im Ort einen Schutztrupp zusammen, um Ahmed zu suchen, während Boandl versucht, die Ordnung im Ort aufrechtzuerhalten.
Jandrasits geht davon aus, dass es sich bei den beiden Tätern auf dem Video um Norbert Horvath und dessen Bruder Karl, den Vater von Renate, handelt. Zu sehen ist, wie die beiden Männer auf Ahmed einschlagen. Zu diesem Zeitpunkt dürfte Renate bereits tot gewesen sein. Chefinspektorin Jandrasits konfrontiert Karl Horvath mit einer Zeichnung von Renate, aus der sie schließt, dass Renates Vater sie sexuell missbraucht hatte. Nachdem sie sich dabei gewehrt hatte, hatte er ihr den Mund und Nase zugedrückt, sodass sie erstickt ist. Nach dem Geständnis von Karl sticht seine Frau Maria mit einem Messer auf ihn ein und trifft ihn tödlich.

## Produktion
Die Dreharbeiten fanden vom 2. bis zum 31. Oktober 2017 statt, gedreht wurde im Burgenland. Drehorte waren unter anderem Ollersdorf, Kemeten, Stegersbach, Jennersdorf und Rechnitz. Produziert wurde der Film von der Graf Filmproduktion GmbH, beteiligt waren der Österreichische Rundfunk und das ZDF, unterstützt wurde die Produktion vom Fernsehfonds Austria. Für das Kostümbild zeichnete Leonie Zykan verantwortlich, für das Szenenbild Verena Wagner, für den Ton Dietmar Zuson und für die Maske Martin Geisler.
Vom Land Burgenland gab es kein Fördergeld. Das Büro von Kulturlandesrat Hans Peter Doskozil gab als Grund das generelle Fehlen eines Filmfonds an.

## Veröffentlichung
Premiere war am 15. März 2018 im Rahmen der Diagonale. In Deutschland wurde der Film bei den Biberacher Filmfestspielen 2018 gezeigt. Die Erstausstrahlung im ORF erfolgte am 15. Jänner 2019. Am 20. Mai 2019 wurde der Film erstmals im ZDF gezeigt.

## Rezeption

### Kritiken
Astrid Ebenführer befand auf DerStandard.at, dass die große Stärke dieses ORF-Landkimis darin liegen würde, dass Chefinspektorin Jandrasits eine Wandlung durchmachen würde, die Kren authentisch vermittle. Nichts sei hier schwarz-weiß, es seien die vielen Zwischentöne, die diesen Fall so spannend machen würden.
Isabella Wallnöfer meinte in der Tageszeitung Die Presse, dass Marvin Kren die Grenzregion zwischen Österreich und Ungarn „als wenig einladende, von spröden Menschen bewohnte Kulisse, in der die Waffe fast so locker sitzt wie einst im Wilden Westen“ inszenieren würde. Die offensichtliche Gewalt würde nur die oberste Schicht dieser zum Schweigen verschworenen Gemeinschaft zeigen, das Grausen lauere unter der Oberfläche und würde in einem Finale gipfeln, bei dem selbst Chefinspektorin Jandrasits der Mund offen bleibt.
Wilfried Geldner schrieb im Weser Kurier, dass dieser Landkrimi einmal mehr beweisen würde „dass die Österreicher Krimi können“. Marvin Kren würde nie langweilend Regie führen, Mutter Brigitte Kren spiele „mal mütterlich, mal aufbrausend streng – die grandiose Inspektorin aus Eisenstadt“.
Heike Hupertz urteilte in der Frankfurter Allgemeinen Zeitung, dass der Krimi „mit einer brillanten Inszenierung und einer eindrucksvollen Schauspielleistung“ überzeuge. Der Politbetrieb wird zwar nur gestreift, in manchen Szenen könnte man aber vermuten, dass die Ibiza-Affäre den Gestaltenden schon bekannt gewesen wäre. Marvin Kren hätte einen gelungenen Film stimmig wie stimmungsvoll inszeniert, seine Mutter Brigitte würde ihre Rolle eindrucksvoll spielen. Kamera und Musik seien herausragend und bewirken zum Ende hin dichte Spannung.

### Kontroversen
FPÖ-Mediensprecher Hans-Jörg Jenewein warf den ORF-Verantwortlichen in einer Presseaussendung mangelnde Sensibilität vor, vor dem Hintergrund von vier Frauenmorden innerhalb der ersten sechzehn Tage des Jahres 2019. Jenewein befand, dass der ORF angesichts der Aktualität eine Änderung des Programms hätte überlegen sollen.
Unzensuriert.at schrieb über die Folge Grenzschutz (sic) „der sonst recht unterhaltsamen Landkrimi-Serie“: „[...] Der Zwangsgebühren-Sender setzte diesmal aber unverhohlen seine Flüchtlings-Propaganda fort, ähnlich wie in anderen Krimi-Serien (Tatort, Soko Donau, etc.). [...]“

### Einschaltquote
In Deutschland sahen den Film bei Erstausstrahlung im ZDF 4,75 Millionen Personen, der Marktanteil betrug 15,9 Prozent.

## Auszeichnungen und Nominierungen (Auswahl)
Romyverleihung 2019
- Nominierung in der Kategorie Beste(r) ProduzentIn TV-Film (Klaus Graf)[19]